# طلوع انفجار
طلوع انفجار فیلمی به کارگردانی پرویز نوری و نویسندگی محمدعلی عرفی‌نژاد محصول سال ۱۳۵۹ است.

## داستان فیلم
جهاد که سیزده سال از عمرش را در زندانهای سیاسی دوران شاه گذرانده است، در زمان انقلاب همراه با عده ای دیگر از زندانیان سیاسی آزاد می شود. وقتی که نزد خانواده اش می رود، در می یابد که پسرش "رسول"، مدت پنج ماه است ناپدید شده است. هنگامی که او به زندان می رفت، رسول هشت ساله بود. جهاد پس از تحقیقاتی، در می یابد که پسرش برای فعالیت بر علیه رژیم شاه، وارد یکی از سازمانهای ضد رژیم شده و در یک درگیری با عوامل ساواک، به قتل رسیده است. او اسامی و مشخصات کسانی را که باعث مرگ پسرش شده اند، در می یابد و یک به یک به سراغ آنها می رود تا انتقام بگیرد...

## بازیگران
- داوود رشیدی
- مینو ابریشمی
- عنایت‌الله بخشی
- کیومرث ملک‌مطیعی
- گیتی فروهر
- محمود بصیری
- جهانگیر فروهر
- کامران باختر
- هادی مقدم
- عنایت اله شفیعی

## نقد و بررسی
ماهنامه فیلم در شماره ۲ راجع به فیلم می نویسد:
"طلوع انفجار، در واقع همان قیصر است که البته بنا به رسم روز، انگیزه ماجرا که آن بار مسئله ناموسی بود، تبدیل به یک مسئله سیاسی می شود، بی هیچ تفاوتی در دیدگاه. از آن گذشته، یک مسئله اجتماعی، در اینجا تبدیل به یک مسئله شخصی می شود. جهاد، فقط برای یک انتقام شخصی، دست به کشتار ساواکی ها می زند. آن هم فقط آن ساواکی هایی که پسر او را کشته اند. معلوم نیست آن همه سال در زندان، چه یاد گرفته است!
طلوع انفجار، یک نمونه قابل مثال از رنگ عوض کردنهای سطحی محتوای فیلمها، پس از انقلاب است."